# Chaetobacanius papou
Chaetobacanius papou är en skalbaggsart som beskrevs av Yves Gomy 1977. Chaetobacanius papou ingår i släktet Chaetobacanius och familjen stumpbaggar. Inga underarter finns listade i Catalogue of Life.